# Killebäckasjön
Killebäckasjön är en sjö i Klippans kommun i Skåne och ingår i Rönne ås huvudavrinningsområde.